# 《杀戮演绎》获奖名单
《杀戮演绎》是丹麦、英国、挪威合拍的2012年紀錄片，约书亚·奥本海默、克里斯蒂娜·辛恩与印度尼西亚匿名人士共同导演。电影以各种好莱坞类型片风格重现1965至1966年印度尼西亚大屠杀刽子手的杀戮手段，探讨大屠杀对印度尼西亚社会的重大影响。镜头下昔日小罪犯在反共浪潮下引领强大处决队，杀害五十到两百万疑似信奉、支持共产主义或有左派嫌疑的民众，甚至只要是华人就难逃一劫。参与屠杀的人物手握实权，机构影响重大，始作俑者一直身居高位、倍受尊敬，无需承担任何代价。这些刽子手不但把昔日行径合理化，而且把参与屠杀当成值得自豪的功绩吹嘘，奥本海默震惊之余决定用本片探讨近大屠杀过去近半个世纪后如何继续影响当今印尼人民的生活。在他看来，本片最大的戏剧冲突在于政权一方面抹去屠杀痕迹，另一方面又大肆宣传甚至颂扬，令幸存者恐惧、为公众洗脑、让刽子手继续心安理得地享受生活。
《杀戮演绎》2012年9月在科羅拉多州特柳赖德电影节首映，2013年7月9日在纽约公开首映。电影的全球票房近50万美元，录像带销售进账110万美元。影片在全世界范围普受好评，评论汇总网站爛番茄共统计本片160篇评论，认可度达九成五。Metacritic统计33篇评论后打出平均分91（最高100），代表“一致好评”。
影片获众多荣誉肯定，其中最常见的是最佳纪录片奖和奥本海默的导演奖，另有各种观众奖、特别奖，监制西涅·比约·索伦森、剪辑雅努斯·比利斯科夫·扬森和尼尔斯·帕赫·安德生均赢得肯定。英国电影和电视艺术学院、歐洲電影獎、羅伯獎授予本片最佳纪录片，电影艺术与科学学院、评论家选择电影奖、美国导演工会奖、獨立精神獎、国际纪录片协会给予提名。为保障人身安全，与奥本海默共同执导的印度尼西亚人士必须保持匿名，无法走到台前接受肯定。
《杀戮演绎》在印度尼西亚无法公映，仅在地下场馆放映，但国际社会关注引来印尼媒体报道和对历史的探讨。奥本海默上台接受英国电影学院奖时称本片令关注1965至1966年大屠杀的人增多，“有助于印尼改变对过去的看法”。他还利用各大奖项平台呼吁世人关注英美两国对此次大屠杀“视而不见乃至助桀为虐”的“集体责任”。影片入围奥斯卡最佳纪录片奖之际，《雅加达环球报》刊登印尼政府针对这段历史的全版声明，是该政府史上首次对此次承认错误。奥斯卡提名还在中国引发争议，此前绝大多数中国人都不知道华人曾是1965到1966年大屠杀的主要目标。

## 荣誉
| 机构                                 | 颁奖日期       | 奖项                              | 提名 | 结果 | 参考          |
| ------------------------------------ | -------------- | --------------------------------- | --- | ---- | ------------- |
| 奥斯卡金像奖                         | 2014年3月2日   | 最佳纪录片                        | 约书亚·奥本海默、西涅·比约·索伦森                                                                                           | 提名 | [ 20 ]        |
| 女性电影记者联盟                     | 2013年12月8日  | 最佳纪录片                        | 约书亚·奥本海默 | 提名 | [ 21 ]        |
| 亚太电影奖                           | 2013年12月12日 | 最佳纪录片                        | 《杀戮演绎》 | 獲獎 | [ 22 ]        |
| 奥斯汀影评人协会                     | 2013年12月17日 | 最佳纪录片                        | 约书亚·奥本海默 | 獲獎 | [ 23 ]        |
| 澳大利亚影评人协会                   | 2014年3月1日   | 最佳纪录片                        | 《杀戮演绎》 | 提名 | [ 24 ]        |
| 卑尔根国际电影节                     | 2013年10月30日 | 检查站奖                          | 《杀戮演绎》 | 獲獎 | [ 25 ]        |
| 柏林国际电影节                       | 2013年2月16日  | 全景观众奖                        | 约书亚·奥本海默 | 獲獎 | [ 26 ]        |
| 柏林国际电影节                       | 2013年2月16日  | 全景普世陪审团奖                  | 约书亚·奥本海默 | 獲獎 | [ 26 ]        |
| 波迪獎                               | 2013年3月16日  | 特别奖                            | 约书亚·奥本海默 | 獲獎 | [ 27 ]        |
| 波士頓影評人協會                     | 2013年12月8日  | 最佳纪录片                        | 《杀戮演绎》 | 獲獎 | [ 28 ]        |
| 不列颠纪录片基金会                   | 2013年11月14日 | 美洲狮冲击奖                      | 《杀戮演绎》 | 獲獎 | [ 29 ]        |
| 英国电影学院奖                       | 2014年2月16日  | 最佳纪录片                        | 约书亚·奥本海默 | 獲獎 | [ 30 ] [ 31 ] |
| 英国电影学院奖                       | 2014年2月16日  | 最佳外语片                        | 约书亚·奥本海默、西涅·比约·索伦森                                                                                           | 提名 | [ 30 ] [ 31 ] |
| 芝加哥影评人协会                     | 2013年12月17日 | 最佳纪录片                        | 《杀戮演绎》 | 獲獎 | [ 32 ]        |
| 芝加哥影评人协会                     | 2013年12月17日 | 最佳外语片                        | 《杀戮演绎》 | 獲獎 | [ 32 ]        |
| 芝加哥影评人协会                     | 2013年12月17日 | 最有前途电影人                    | 约书亚·奥本海默 | 提名 | [ 32 ]        |
| 电影眼力荣誉奖                       | 2014年1月8日   | 观众之选                          | 约书亚·奥本海默 | 提名 | [ 33 ] [ 34 ] |
| 电影眼力荣誉奖                       | 2014年1月8日   | 最佳导演                          | 约书亚·奥本海默 | 提名 | [ 33 ] [ 34 ] |
| 电影眼力荣誉奖                       | 2014年1月8日   | 最佳剪辑                          | 雅努斯·比利斯科夫·扬森、尼尔斯·帕赫·安徒生                                                                                  | 提名 | [ 33 ] [ 34 ] |
| 电影眼力荣誉奖                       | 2014年1月8日   | 最佳纪实长片制作                  | 约书亚·奥本海默、西涅·比约·索伦森                                                                                           | 獲獎 | [ 33 ] [ 34 ] |
| 电影眼力荣誉奖                       | 2014年1月8日   | 最佳监制                          | 西涅·比约·索伦森 | 獲獎 | [ 33 ] [ 34 ] |
| 电影眼力荣誉奖                       | 2014年1月8日   | 无可忘怀奖                        | 安瓦尔·冈戈 | 獲獎 | [ 33 ] [ 34 ] |
| 哥本哈根国际纪录片电影节             | 2012年11月12日 | 最佳纪录片                        | 约书亚·奥本海默 | 獲獎 | [ 35 ]        |
| 评论家选择电影奖                     | 2014年1月16日  | 最佳纪录片                        | 《杀戮演绎》 | 提名 | [ 36 ]        |
| 达拉斯—沃斯堡影评人协会              | 2013年12月16日 | 最佳纪录片                        | 《杀戮演绎》 | 第二 | [ 37 ]        |
| 底特律影评人协会                     | 2013年12月16日 | 最佳纪录片                        | 《杀戮演绎》 | 提名 | [ 38 ]        |
| 美国导演工会奖                       | 2014年1月25日  | 最佳纪录片导演                    | 约书亚·奥本海默 | 提名 | [ 39 ]        |
| 道林奖                               | 2014年1月21日  | 年度纪录片                        | 《杀戮演绎》 | 提名 | [ 40 ] [ 41 ] |
| 都柏林影评人协会                     | 2013年12月18日 | 最佳导演                          | 约书亚·奥本海默 | 提名 | [ 42 ]        |
| 都柏林影评人协会                     | 2013年12月18日 | 最佳纪录片                        | 《杀戮演绎》 | 獲獎 | [ 42 ]        |
| 都柏林影评人协会                     | 2013年12月18日 | 最佳影片                          | 《杀戮演绎》 | 提名 | [ 42 ]        |
| 都柏林影评人协会                     | 2013年12月18日 | 年度突破                          | 约书亚·奥本海默 | 獲獎 | [ 42 ]        |
| 歐洲電影獎                           | 2013年12月7日  | 最佳纪录片                        | 约书亚·奥本海默 | 獲獎 | [ 43 ]        |
| 佛罗里达影评人协会                   | 2013年12月18日 | 最佳纪录片                        | 约书亚·奥本海默 | 獲獎 | [ 44 ]        |
| 金预告片奖                           | 2014年5月30日  | 最佳外语纪录片预告片              | 《杀戮演绎》 | 提名 | [ 45 ]        |
| 哥譚獨立電影獎                       | 2013年12月2日  | 最佳纪录片                        | 《杀戮演绎》 | 獲獎 | [ 46 ]        |
| 好莱坞卷轴独立电影节                 | 2014年2月23日  | 最佳影片                          | 约书亚·奥本海默 | 獲獎 | [ 47 ]        |
| 香港國際電影節                       | 2013年4月2日   | 纪录片竞赛                        | 《杀戮演绎》 | 提名 | [ 48 ]        |
| 休斯顿影评人协会                     | 2013年12月8日  | 最佳纪录片                        | 《杀戮演绎》 | 提名 | [ 49 ]        |
| 獨立精神獎                           | 2014年3月1日   | 最佳纪录片                        | 约书亚·奥本海默、乔拉姆·滕·布林克、克里斯蒂娜·辛恩、安妮·肯克、西涅·比约·索伦森、迈克尔·乌维梅迪莫、匿名人士                | 提名 | [ 50 ]        |
| 国际纪录片协会                       | 2013年12月7日  | 最佳长纪录片                      | 约书亚·奥本海默、西涅·比约·索伦森、埃洛·莫里斯、韋納·荷索、托斯坦·格鲁德、安德烈·辛格、乔拉姆·滕·布林克、比雅特·默纳·特维特 | 提名 | [ 51 ]        |
| 国际人权电影节与论坛                 | 2013年3月10日  | 吉尔达·维埃拉·德梅洛奖            | 约书亚·奥本海默 | 獲獎 | [ 52 ]        |
| 伦敦影评人协会                       | 2014年2月2日   | 年度纪录片                        | 《杀戮演绎》 | 獲獎 | [ 53 ]        |
| 洛杉磯影評人協會                     | 2013年12月8日  | 最佳纪录片                        | 约书亚·奥本海默、匿名人士、克里斯蒂娜·辛恩                                                                                  | 第二 | [ 54 ]        |
| 圣彼得堡国际纪录片、短片及动画电影节 | 2013年9月28日  | 新闻评审团奖                      | 《杀戮演绎》 | 獲獎 | [ 55 ]        |
| 國家評論協會                         | 2014年1月8日   | 五佳纪录片                        | 《杀戮演绎》 | 獲獎 | [ 56 ]        |
| 國家影評人協會                       | 2014年1月4日   | 最佳纪实电影                      | 约书亚·奥本海默 | 獲獎 | [ 57 ]        |
| 纽约在线影评人协会                   | 2013年12月8日  | 最佳纪录片                        | 《杀戮演绎》 | 獲獎 | [ 58 ]        |
| 北欧短片与纪录片电影节               | 2013年9月25日  | 最佳北欧纪录片                    | 约书亚·奥本海默 | 獲獎 | [ 59 ]        |
| 同一个世界人权国际纪录片电影节       | 2013年3月11日  | 最佳影片                          | 约书亚·奥本海默 | 獲獎 | [ 60 ]        |
| 在线影评人协会                       | 2013年12月16日 | 最佳纪录片                        | 《杀戮演绎》 | 獲獎 | [ 61 ]        |
| 羅伯獎                               | 2013年2月28日  | 最佳纪录片                        | 约书亚·奥本海默、西涅·比约·索伦森                                                                                           | 獲獎 | [ 62 ]        |
| 聖地牙哥影評人協會                   | 2013年12月11日 | 最佳纪录片                        | 《杀戮演绎》 | 獲獎 | [ 63 ]        |
| 旧金山影评人协会                     | 2013年12月13日 | 最佳纪录片                        | 《杀戮演绎》 | 獲獎 | [ 64 ]        |
| 卫星奖                               | 2014年2月23日  | 最佳纪录片                        | 《杀戮演绎》 | 提名 | [ 65 ]        |
| 谢菲尔德国际纪录片电影节             | 2013年6月16日  | 观众奖                            | 约书亚·奥本海默 | 獲獎 | [ 66 ]        |
| 谢菲尔德国际纪录片电影节             | 2013年6月16日  | 评审团特别奖                      | 约书亚·奥本海默 | 獲獎 | [ 66 ]        |
| 圣路易斯影评人协会                   | 2013年12月16日 | 最佳纪录片                        | 《杀戮演绎》 | 第二 | [ 67 ]        |
| 多伦多影评人协会                     | 2013年12月16日 | 最佳纪录片                        | 《杀戮演绎》 | 獲獎 | [ 68 ]        |
| 特拉弗斯城电影节                     | 2013年8月4日   | 斯坦利·库布里克大胆创新电影摄制奖 | 《杀戮演绎》 | 獲獎 | [ 69 ]        |
| 温哥华影评人协会                     | 2014年1月7日   | 最佳纪录片                        | 《杀戮演绎》 | 獲獎 | [ 70 ]        |
| 华盛顿特区影评人协会                 | 2013年12月17日 | 最佳纪录片                        | 《杀戮演绎》 | 提名 | [ 71 ]        |
| 山形國際紀錄片影展                   | 2013年10月17日 | 市长奖                            | 约书亚·奥本海默 | 獲獎 | [ 72 ]        |
| 萨格勒布纪录片电影节                 | 2013年3月3日   | 重要电影奖                        | 约书亚·奥本海默 | 獲獎 | [ 73 ]        |